# The Singles Collection 1962–1970
The Singles Collection 1962–1970 ist eine Zusammenstellung sämtlicher britischer Singles der Beatles. Die ursprüngliche Box enthält die 22 Singles, die zwischen 1962 und 1970 veröffentlicht wurden. Folgeveröffentlichungen der Box wurden teilweise mit weiteren Singles, die in Großbritannien nach 1970 erschienen, bestückt. Die Erstveröffentlichung der Box erfolgte am 6. März 1976.

## Vorgeschichte

Love Me Do, die erste Single der Beatles in Großbritannien

I Want to Hold Your Hand, die fünfte Single der Beatles in Großbritannien

Day Tripper
(britische Pressung)

The Beatles – All You Need Is Love (Single)

Am 4. Juni 1962 erhielten die Beatles ihren Vertrag bei Parlophone und nahmen am 4. September desselben Jahres ihre erste Single auf. Ungewöhnlich für die damalige Zeit war, dass die erste Veröffentlichung einer unbekannten Gruppe zwei Eigenkompositionen enthielt. Love Me Do und P.S. I Love You stammten beide von Lennon/McCartney. Die Single, die am 5. Oktober 1962 erschien, erreichte zwar nicht die obersten Plätze der Hitparade – und es heißt, Brian Epstein habe eine große Menge selbst erworben, um der Schallplatte zum Erfolg zu verhelfen, verkaufte sich aber gut genug, um eine zweite Single mit den Beatles zu veröffentlichen.
George Martin hatte für die zweite Single das von Mitch Murray komponierte Lied How Do You Do It ausgewählt, von dem auch eine Aufnahme entstand, aber die Beatles waren der Auffassung, es entspräche nicht ihrem Stil und wollten deshalb wieder eigenes Material aufnehmen. Die Beatles schlugen das von Lennon geschriebene Please Please Me vor und nachdem es überarbeitet worden war, wurde es die A-Seite der zweiten Single, die am 11. Januar 1963 auf den Markt kam. Die B-Seite Ask Me Why stammte ebenfalls von John Lennon und Paul McCartney. Die Platte verkaufte sich mehr als 300.000 Mal in Großbritannien, kam in die Charts auf die obersten Plätze und wurde mit einer Silbernen Schallplatte ausgezeichnet.
Die dritte Single der Gruppe erschien am 11. April 1963. From Me to You (B-Seite: Thank You Girl) erreichte Platz 1 der britischen Charts und wurde mehr als 250.000 Mal verkauft.
Am 23. August 1963 wurde die vierte Single She Loves You (B-Seite: I’ll Get You) veröffentlicht. Für die Single lagen Vorbestellungen in Höhe von 500.000 Exemplaren vor und She Loves You erreichte am 4. September Platz 1 der britischen Charts. Bis zum Ende des Jahres 1963 waren 1,3 Millionen Singles verkauft worden. Damit war She Loves You die erfolgreichste Veröffentlichung des Jahres 1963 in Großbritannien.
Am 29. November 1963 erschien I Want to Hold Your Hand (B-Seite: This Boy), die fünfte Single der Gruppe. Für diese Single gab es kurz vor ihrer Veröffentlichung mehr als 940.000 Vorbestellungen. Sie stieg auf Platz 1 in die Charts ein und hielt die Spitzenposition für sechs Wochen. In Großbritannien wurden mehr als 1,5 Millionen Singles verkauft.
Als sechste Single erschien Can’t Buy Me Love (B-Seite: You Can’t Do That) vom 20. März 1964. Die enorme Popularität der Beatles spiegelte sich in der bis dato nie erreichten Zahl von einer Million Vorbestellungen allein in Großbritannien für diese Single wider, die wie ihre Vorgängerin sofort den ersten Platz der Single-Hitparade einnahm, wo sie vier Wochen lang verblieb. In Großbritannien wurden mehr als 1,2 Millionen Singles verkauft.
Am 10. Juli, erschien die siebte Single mit dem Titelstück zum ersten Spielfilm der Beatles. A Hard Day’s Night (B-Seite: Things We Said Today) tat es ihren beiden Vorgängerinnen gleich und übernahm sofort den Spitzenplatz der Charts. In Großbritannien wurden mehr als eine Million Singles verkauft.
Die achte Single erschien am 27. November 1964. I Feel Fine (B-Seite: She’s a Woman) knüpfte an die Erfolge der vorherigen Singles an und kam direkt auf Platz 1. Bis zum Dezember waren eine Million Exemplare verkauft worden, womit die Beatles fünf Singles in Folge mehr als eine Million Mal in Großbritannien verkaufen konnten.
Am 9. April 1965 folgte mit Ticket to Ride (B-Seite: Yes It Is) die erste Single des Jahres. Sie erreichte – wie ihre vier Vorgänger – sofort Platz 1 der britischen Hitparade und hielt diese Position für fünf Wochen. In Großbritannien konnten mehr als 700.000 Singles abgesetzt werden.
Knapp eine Woche vor der Premiere des zweiten Spielfilms wurde am 23. Juli 1965 das Titelstück Help! (B-Seite: I’m Down) als Single veröffentlicht. Erneut erreichte eine Beatles-Single direkt den obersten Platz der britischen Hitparade. Für die Single hatten Vorbestellungen in Höhe von 300.000 Exemplaren vorgelegen. In der ersten Woche nach Veröffentlichung wurden in Großbritannien eine halbe Million Tonträger verkauft, insgesamt über 900.000.
Parlophone brachte am 3. Dezember 1965 gleichzeitig die dritte Single und das zweite Album des Jahres auf den Markt. Day Tripper / We Can Work It Out, war die erste Doppel-A-Seiten-Single der Beatles, beide Lieder befinden sich nicht auf dem Album Rubber Soul. Auch diese Single schaffte es sofort auf den Spitzenplatz der Hitparade. In Großbritannien wurden mehr als eine Million Singles verkauft.
Die zwölfte Single der Beatles erschien am 10. Juni 1966. Auf der A-Seite befand sich die McCartney-Komposition Paperback Writer, auf der B-Seite das von Lennon stammende Rain. Die Single stieg auf Platz 2 in die Hitparade ein und erreichte am 22. Juni 1966 Platz 1 und verkaufte in Großbritannien mehr als 500.000 Mal.
Am 5. August 1966 kamen die Beatles-Single Eleanor Rigby / Yellow Submarine sowie das siebte Studioalbum Revolver auf den Markt. Eleanor Rigby / Yellow Submarine war die 13. Single und gleichzeitig die zweite Doppel-A-Seiten-Single der Gruppe. Ende 1966 wurden über 455.000 Singles in Großbritannien verkauft.
Es war das erste Jahr, in dem die Beatles sich ganz auf ihre Arbeit im Aufnahmestudio konzentrierten, da sie nach ihrer USA-Tournee im August 1966 beschlossen hatten, keine Konzerte mehr zu geben.
Am 17. Februar 1967 erschien die 14. Single der Beatles. Penny Lane / Strawberry Fields Forever war die dritte Doppel-A-Seiten-Single. Ursprünglich für das kommende Album geplant, wurden diese beiden Stücke vorab veröffentlicht. Da beide Seiten getrennt gezählt wurden, erreichte diese Beatles-Single nicht den ersten Platz der Hitparade, sondern nur Platz 2 und verkaufte in Großbritannien mehr als 500.000 Mal.
Nachdem die Beatles am 25. Juni 1967 Großbritannien bei der ersten weltweit ausgestrahlten Live-Fernsehsendung Our World mit dem eigens dafür komponierten Stück All You Need Is Love vertreten hatten, kam kurz darauf am 7. Juli 1967 die 15. Beatles-Single auf den Markt: All You Need Is Love mit dem Lied Baby You’re a Rich Man auf der B-Seite. Die Single erreichte direkt den ersten Platz der britischen Hitparade und verkaufte sich dort über 500.000 Mal.
Es dauerte bis zum 24. November 1967, bevor ein neuer Tonträger der Beatles veröffentlicht wurde. Die Single Hello, Goodbye (B-Seite: I Am the Walrus) stieg auf dem dritten Platz in die britische Hitparade ein, erreichte eine Woche später die Spitzenposition und blieb dort die nächsten sechs Wochen und verkaufte sich dort wiederum über 500.000 Mal.
Am 15. März 1968 erschien die Single Lady Madonna (B-Seite: The Inner Light). Die Beatles hatten die Single bereits vor ihrer Abreise nach Indien aufgenommen. Die B-Seite The Inner Light stammte von George Harrison. Es war die erste Harrison-Komposition, die auf einer Beatles-Single veröffentlicht wurde. Die Single stieg auf Platz 6 in die britische Hitparade ein und stieg dann auf den ersten Platz, insgesamt wurden Großbritannien 250.000 Singles verkauft.
Es dauerte bis zum 26. August 1968, bevor mit der Single Hey Jude / Revolution ein weiterer Tonträger auf den Markt kam. Diese Single war die erste Beatlesveröffentlichung auf ihrem neugegründeten Apple-Label. Sieht man von der Collage Revolution 9 ab, ist Hey Jude mit einer Laufzeit von über sieben Minuten der Beatles-Titel mit der längsten Spieldauer. Die Single stieg auf dem dritten Platz in die britische Hitparade ein und übernahm dann für drei Wochen den obersten Platz. Bis Ende 1968 wurde die Singles über 800.000 Mal in Großbritannien verkauft.
Die Arbeiten am Projekt Get Back waren am 31. Januar 1969 vorerst beendet worden. Zwei der Stücke, die während der Aufnahmen zu diesem Projekt entstanden waren, erschienen am 11. April 1969 auf der Single Get Back (B-Seite: Don’t Let Me Down), die sich fünf Wochen auf dem ersten Platz der britischen Hitparade hielt und sich dort über 530.000 Mal dort verkaufte.
Am 30. Mai 1969 folgte die zweite Beatles-Single dieses Jahres: The Ballad of John and Yoko (B-Seite: Old Brown Shoe). Das Lied auf der A-Seite stammte von Lennon, der darauf seine Hochzeit mit Yoko Ono und die folgenden Aktionen für den Frieden – wie beispielsweise Bagism – während ihrer Flitterwochen beschrieb, das Stück wurde nur von Lennon und McCartney eingespielt. Auf der B-Seite fand sich erneut eine Komposition von George Harrison, das ohne Ringo Starr aufgenommen wurde. Es war die erste Single der Beatles, die ausschließlich als Stereoversion veröffentlicht wurde. Die Single war für zwei Wochen auf Platz 1 der britischen Hitparade, die Single verkaufte sich dort über 300.000 Mal. Es war die letzte Single, die die Nummer-1-Position in den britischen Charts erreichte.
Der konfliktreichen Arbeit zu Beginn des Jahres und den produktionstechnisch einfach gehaltenen Aufnahmen – die Band verzichtete fast komplett auf Overdubs und spielte die Stücke live ein –, die während des Get-Back-Projektes entstanden, folgte die letzte Zusammenarbeit der Beatles als Gruppe. Am 26. September 1969 wurde das Resultat der Bemühungen unter dem Titel Abbey Road veröffentlicht.
Auf Drängen des neuen Beatles-Managers Allen Klein wurde am 31. Oktober 1969 die Single Something / Come Together aus dem Album Abbey Road ausgekoppelt. Es handelte sich um eine Doppel-A-Seiten-Single, sodass sich erstmals ein Stück von George Harrison auf der A-Seite einer Beatles-Single fand. Position 4 war die beste Platzierung in den britischen Charts.
Das Material stammte mit einer Ausnahme aus den Aufnahmen, die zu Beginn des Jahres 1969 entstanden waren. Das Projekt, dessen Titel nun Let It Be lautete und ein Dokumentarfilm mit zugehörigem Soundtrack geworden war, verzögerte sich weiter. In der Zwischenzeit hatten sich die Differenzen in der Gruppe verstärkt. Am 3. und 4. Januar 1970 kamen McCartney, Harrison und Starr ein letztes Mal gemeinsam in den Abbey Road Studios zusammen, um Overdubs für den Soundtrack des Films Let It Be aufzunehmen.
Am 6. März 1970 erschien Let It Be mit der B-Seite You Know My Name (Look Up the Number), die letzte Single der Beatles in Großbritannien. Ihre beste Chartplatzierung war ein zweiter Platz.
Zwischen 1962 und 1970 veröffentlichten die Beatles bei der EMI 22 Singles in Großbritannien, von denen 17 die Nummer-eins-Position in den britischen Charts erreichten.

### Erste Vinyl-Singlebox
Am 6. März 1976 wurde in Großbritannien erstmals eine Box mit 22 Beatles-Singles unter dem Titel The Singles Collection 1962–1970 (keine Katalognummer) veröffentlicht. Die Singles befinden sich in einen dünnen grünen Pappschuber, auf der Vorderseite des Schubers befindet sich ein Foto der Beatles aus dem Jahr 1967 stammt. Die Singles hatten ebenfalls grüne Cover, auf dessen Vorderseite jeweils die beiden Singletitel auf einem aufgedruckten Label stehen. Auf der Rückseite ist jeweils ein Foto der Beatles abgedruckt, insgesamt wurden vier verschiedene Fotos für die 22 Singles verwendet. (Foto eins: von Love Me Do bis A Hard Day’s Night, Foto zwei: von I Feel Fine bis Yellow Submarine, Foto drei: Penny Lane bis Lady Madonna, Foto vier: Hey Jude bis Let It Be). Die beiden britischen Originalcover von Penny Lane und Let it Be wurden nicht reproduziert. Alle 22 Singles waren auch separat erhältlich und erreichten simultan am 4. April 1976 die Charts in Großbritannien.
Am 8. März 1976 wurde in Großbritannien erstmals die Single Yesterday / I Should Have Known Better veröffentlicht, die Platz 8 in den Charts erreichte.
Am 25. Juni 1976 erschien noch die Single Back in the U.S.S.R. / Twist and Shout, die Platz 19 in den britischen Charts erreichte. Die Single diente zur Werbung für das Kompilationsalbums Rock ’n’ Roll Music.
Beide Singleveröffentlichungen haben Bildcover.

### Zweite Vinyl-Singlebox
World Records, der Mailorder-Versand der EMI, veröffentlichte im Herbst 1977 eine Box mit 24 Beatles-Singles unter dem Titel The Beatles Collection (keine Katalognummer). Die Box enthält die 22 Singles der Vorgänger Box The Singles Collection 1962–1970 in den gleichen Covern. Weiterhin sind die beiden Singles Yesterday und Back in the U.S.S.R. enthalten, die ebenfalls die grünen Vordercover haben, allerdings mit eigenständigen Rückcovern. Die 24 Singles befinden sich in einer schwarzen Pappbox, die am oberen Ende aufklappbar ist. Der Titel der Box The Beatles Collection steht in gerundeten goldenen Buchstaben auf der Vorderseite der Box.
Die Box wurde unter anderen mit einer Flexidisc beworben, die Ausschnitte von Beatles-Liedern enthält.
Am 30. September 1978 erschien die Single Sgt. Pepper’s Lonely Hearts Club Band / With a Little Help from My Friends / A Day in the Life, diese erreichte Platz 71 der britischen Charts. Die Single wurde der zweiten Ausgabe der The Beatles Collection-Box hinzugefügt, somit enthält diese 25 Singles.

### Dritte Vinyl-Singlebox
Am 6. Dezember 1982 veröffentlichte die EMI eine Box mit 26 Beatles-Singles unter dem Titel The Beatles Singles Collection (Katalognummer BSC 1). Die Box enthält die originären 22 Singles zuzüglich der Singles Yesterday, Back in the U.S.S.R. und Sgt. Pepper’s Lonely Hearts Club Band.
Weiterhin wurde die 26. Single The Beatles’ Movie Medley / I’m Happy Just to Dance with You hinzugefügt, diese erschien am 24. Mai 1982 und erreichte Platz 10 in den britischen Charts.
Am 4. Oktober 1982 wurde Love Me Do als 7″-Vinyl-Single und Picture-Disk-Single in Großbritannien erneut veröffentlicht und erreichte Platz 4 der Charts. Die Picture-Disc-Version von Love Me Do wurde laut Quellen einigen Boxen zusätzlich beigelegt.
Für die Singles Penny Lane, Let it Be, Yesterday, Back in the U.S.S.R., Sgt. Pepper’s Lonely Hearts Club Band und The Beatles’ Movie Medley wurden die Originalcover reproduziert, für die restlichen Singles wurden neue Bildcover entworfen. Bei allen Singles wurden die ursprünglichen Labels reproduziert. Die ersten 19 Singles, einschließlich Get Back, haben – wie die Originale – Monoabmischungen.
Die Box hatte eine blaue Hartpapp-Hülle, auf der Vorderseite, am oberen Rand, steht in goldenen Druckbuchstaben The Beatles Singles Collection, am unteren Rand sind die vier Unterschriften der Beatles, ebenfalls in goldener Farbe aufgedruckt.

### Erste CD-Singlebox-3″-Format
Am 6. November 1989 veröffentlichte die EMI eine Box mit 22 Beatles-CD-Singles im 3″-Format unter dem Titel The Beatles CD Singles Collection (Katalognummer CDBSC 1).
Die 3″-CD-Singles erschienen im vorwege mit folgender Katalognummer:
- 28. November 1988: Love Me Do (CD3R 4949), Please Please Me (CD3R 4983), From Me To You (CD3R 5015), She Loves You (CD3R 5055)
- 23. Januar 1989: I Want To Hold Your Hand (CD3R 5084), Can’t Buy Me Love (CD3R 5114)
- 3. April 1989: A Hard Day’s Night (CD3R 5160), I Feel Fine (CD3R 5200), Ticket To Ride (CD3R 5265), Help! (CD3R 5305)
- 8. Mai 1989: Day Tripper (CD3R 5389), Paperback Writer (CD3R 5452), Eleanor Rigby (CD3R 5493), Strawberry Fields Forever (CD3R 5570)
- 5. Juni 1989: All You Need Is Love (CD3R 5620), Hello, Goodbye (CD3R 5655)
- 10. Juli 1989: Lady Madonna (CD3R 5675), Hey Jude (CD3R 5722)
- 7. August 1989: Get Back (CD3R 5722), Ballad Of John And Yoko (CD3R 5786)
- 4. September 1989: Something (CD3R 5814), Let It Be (CD3R 5833)

Alle 3″-CD-Singles wurden in den gleichen Bildcovern veröffentlicht wie die 7″-Vinyl-Singles der 1982er-Box The Beatles Singles Collection. Die ersten 19 Singles, einschließlich Get Back, haben, wie die Originale, Monoabmischungen, diese basieren aber auf den CD-Mastern, die in 1986/1987 hergestellt worden sind.
Die längliche Box hat eine blaue Hartpapp-Hülle, auf der Vorderseite am oberen Rand steht in goldenen Druckbuchstaben The Beatles CD Singles Collection.

### Musikkassetten-Singlebox
Am 12. August 1991 veröffentlichte die EMI eine Box mit 22 Beatles-Musikkassetten-Singles unter dem Titel The Beatles Singles Collection On Cassette (Katalognummer TCBSCX 1).
Die Box hat eine blaue Hartpapp-Hülle, auf der Vorderseite sind die Bildcover der Singles abgedruckt und auf deren Seiten die Titel der Singles. Das Hintergrundbild zeigt blaue Seide.

### Zweite CD-Singlebox-5″-Format
Am 2. November 1992 veröffentlichte die EMI eine Box mit 22 Beatles-CD-Singles im 5″-Format unter dem Titel The Beatles CD Singles Collection (Katalognummer CDBSCP 1).
Alle 5″-CD-Singles wurden in den gleichen Bildcovern veröffentlicht wie die 7″-Vinyl-Singles der 1982er-Box The Beatles Singles Collection. Die jeweiligen Katalognummern wurden um den Zusatz CD erweitert, Beispiel Love Me Do hat die Vinyl-Katalognummer R4949, die CD-Single: CDR4949. Die ersten 19 Singles, einschließlich Get Back, haben, wie die Originale, Monoabmischungen, diese basieren wie die 3″-CDs auf den CD-Mastern, die in 1986/1987 hergestellt worden sind.
Die Box hatte eine dunkelblaue Hartpapp-Hülle, auf der Vorderseite steht am oberen Rand in goldenen Druckbuchstaben The Beatles CD Singles Collection.

### Vierte Vinyl-Singlebox
Am 22. November 2019 veröffentlichte Apple Records / EMI / Universal Music Group eine Box mit 23 Beatles-7″-Vinyl-Singles unter dem Titel The Singles Collection (Katalognummer 0602547261717).
Die Vinyl-Singles wurden von Sean Magee in den Abbey Road Studios neu gemastert, Basis waren die 2009er remasterten Lieder. Für die Single Love Me Do stellte Magee ein neues Master von einer schwedischen Single her. Bei She Loves You wurde die Lautstärke korrigiert und somit ebenfalls ein neues Master hergestellt. Die ersten 19 Singles, einschließlich Get Back, haben, wie die Originale, Monoabmischungen.
Es wurden für die Box die originären 22 britischen Beatles-Singles und die neue Kompilations-Single Free as a Bird / Real Love verwendet, so blieben die beiden originalen Singles Free as a Bird / Christmas Time (Is Here Again) und Real Love / Baby’s in Black (Live) unberücksichtigt. Ebenso nicht enthalten sind die britischen Singles Yesterday, Back in the U.S.S.R., Sgt. Pepper’s Lonely Hearts Club Band und The Beatles’ Movie Medley.
Für die Singles wurden originale Bildcover aus verschiedenen Ländern reproduziert und die jeweiligen Label verwendet:
| - Love Me Do – USA - Please Please Me – Italien - From Me To You – Norwegen - She Loves You – Griechenland - I Want To Hold Your Hand – Chile - Can’t Buy Me Love – Österreich - A Hard Day’s Night – Niederlande - I Feel Fine – Schweden - Ticket To Ride – Spanien - Help! – Belgien - Day Tripper – Frankreich | - Paperback Writer – Türkei - Eleanor Rigby – Argentinien - Strawberry Fields Forever – Australien - All You Need Is Love – Deutschland - Hello, Goodbye – Mexiko - Lady Madonna – Japan - Hey Jude – Südafrika - Get Back – Dänemark - Ballad Of John And Yoko – Portugal - Something – Israel - Let It Be – Vereinigtes Königreich |

Die Box hat einen blauen Hartpappschuber in der sich ein 40-seitiges-Begleitbuch mit Informationen von Kevin Howlett befindet. Die einzelnen Singles befinden sich in Pappcovern mit weißen Innenhüllen. Das gesamte Design stammt von Darren Evans.
In Deutschland platzierte sich die Box auf Platz 48 der Album-Charts.

### Weitere Singlebox
Am 25. November 2011 veröffentlichte Apple Records / EMI / Universal Music Group eine Box mit vier Beatles-7″-Vinyl-Singles unter dem Titel The Beatles 1’s Singles Collection (Katalognummer YNB 80045) anlässlich des Record Store Day in den USA. In Europa erschien die Box am 21. April 2012 (Katalognummer 5099968004576).
Die Box enthält folgende vier Singles:
- Ticket to Ride / Yes It Is (US-amerikanisches Originalcover)
- Yellow Submarine / Eleanor Rigby (US-amerikanisches Originalcover)
- Hey Jude / Revolution (Schwarzes Apple-Lochcover)
- Something / Come Together (Schwarzes Apple-Lochcover)